# Collocalia neglecta
A Collocalia neglecta a madarak osztályának a sarlósfecske-alakúak (Apodiformes) rendjébe és a sarlósfecskefélék (Apodidae) családjába tartozó faj.

## Rendszerezése
A fajt George Robert Gray angol ornitológus írta le 1866-ban. Egyes szervezetek a fényes szalangána (Collocalia esculenta) alfajaként sorolják be Collocalia esculenta neglecta néven.

## Előfordulása
Délkelet-Ázsiában, Indonézia és a Kis-Szunda-szigetek területén honos.

## Természetvédelmi helyzete
A Természetvédelmi Világszövetség Vörös listáján nem szerepel.